# Rancho Grande
Rancho Grande ist eine Ortschaft im Departamento Oruro im Hochland des südamerikanischen Anden-Staates Bolivien.

## Lage im Nahraum
Rancho Grande liegt im Kanton El Choro im Municipio El Choro in der Provinz Cercado und liegt auf einer Höhe von 3706 m im Flusstal des Río Desaguadero, der östlich der Ortschaft aus dem Uru-Uru-See in Richtung Poopó-See fließt.

## Geographie
Rancho Grande liegt am östlichen Rand des bolivianischen Altiplano vor der Cordillera Azanaques, die ein Teil der Gebirgskette der Cordillera Central ist. Das Klima ist ein typisches Tageszeitenklima, bei dem die Temperaturschwankungen im Tagesverlauf stärker ausfallen als im Jahresverlauf.
Die mittlere Durchschnittstemperatur der Region liegt bei etwa 8 °C (siehe Klimadiagramm Poopó) und schwankt zwischen 3 °C im Juni und Juli und 11 °C von November bis März. Der Jahresniederschlag beträgt etwa 350 mm, bei einer ausgeprägten Trockenzeit von April bis Oktober mit Monatsniederschlägen unter 10 mm, und nennenswerten Niederschlägen nur von Dezember bis März mit 50 bis 90 mm Monatsniederschlag.

## Verkehrsnetz
Rancho Grande liegt in einer Entfernung von 59 Straßenkilometern südwestlich von Oruro, der Hauptstadt des Departamentos.
Von Oruro aus führt die 279 Kilometer lange Nationalstraße Ruta 12 in südwestlicher Richtung nach Challacollo und von dort weiter über Toledo, Huachacalla und Sabaya nach Pisiga an der chilenischen Grenze. Vier Kilometer südwestlich von Challacollo überquert die Ruta 12 den Río Desaguadero, und direkt hinter der Straßenbrücke zweigt eine befestigte Landstraße nach Südosten in Richtung auf die Ortschaft El Choro ab. Nach 25 Kilometern führt eine unbefestigte Seitenstraße in östlicher Richtung und erreicht nach weiteren drei Kilometern Rancho Grande.

## Bevölkerung
Die Einwohnerzahl der Ortschaft ist in den vergangenen beiden Jahrzehnten auf das Vierfache angewachsen:
| Jahr | Einwohner | Quelle       |
| ---- | --------- | ------------ |
| 1992 | 40        | Volkszählung |
| 2001 | 107       | Volkszählung |
| 2012 | 161       | Volkszählung |
| 2024 |           | Volkszählung |

Die Region weist einen hohen Anteil an Quechua-Bevölkerung auf, im Municipio El Choro sprechen 83,1 Prozent der Bevölkerung die Quechua-Sprache.